# Leucophanes seychellarum
Leucophanes seychellarum är en bladmossart som beskrevs av Bescherelle 1880. Leucophanes seychellarum ingår i släktet Leucophanes och familjen Calymperaceae. Inga underarter finns listade i Catalogue of Life.